# Distrito de Jablonec nad Nisou
El distrito de Jablonec nad Nisou es uno de los cuatro distritos que forman la región de Liberec, República Checa, con una población estimada a principio del año 2018 de 90 376 habitantes. Se encuentra ubicado al norte del país, al norte de Praga, cerca de la frontera con Alemania y Polonia. Su capital es la ciudad de Jablonec nad Nisou.

## Localidades (población año 2018)
- Albrechtice v Jizerských horách 346
- Bedřichov 331
- Dalešice 190
- Desná 3134
- Držkov 600
- Frýdštejn 850
- Jablonec nad Nisou 45 771
- Janov nad Nisou 1431
- Jenišovice 1174
- Jílové u Držkova 212
- Jiřetín pod Bukovou 479
- Josefův Důl 878
- Koberovy 1048
- Kořenov 928
- Líšný 256
- Loužnice 243
- Lučany nad Nisou 1833
- Malá Skála 1184
- Maršovice 584
- Nová Ves nad Nisou 813
- Pěnčín 1978
- Plavy 1036
- Pulečný 424
- Radčice 175
- Rádlo 892
- Rychnov u Jablonce nad Nisou 2744
- Skuhrov 582
- Smržovka 3704
- Tanvald 6293
- Velké Hamry 2670
- Vlastiboř 119
- Zásada 895
- Železný Brod 6082
- Zlatá Olešnice 497